# Carl Crawford
Carl Demonte Crawford, född den 5 augusti 1981 i Houston i Texas, är en amerikansk före detta professionell basebollspelare som spelade som leftfielder för Tampa Bay Devil Rays/Rays, Boston Red Sox och Los Angeles Dodgers i Major League Baseball (MLB) mellan 2002 och 2016.
Han draftades av Tampa Devil Rays i 1999 års MLB-draft.
Crawford vann en Gold Glove Award och en Silver Slugger Award för säsongen 2010. Han vann också en silvermedalj med USA vid 2001 års världsmästerskap i baseboll.
Han är kusin till basebollspelaren J.P. Crawford, som spelar för Seattle Mariners i MLB.